# Годфрі Читалу
Годфрі Читалу (англ. Godfrey Chitalu, 22 жовтня 1947, Луаншья — 27 квітня 1993, Атлантичний океан) — замбійський футболіст, що грав на позиції нападника. По завершенні ігрової кар'єри — тренер.
Виступав за клуби «Роан Юнайтед», «Кітве Юнайтед» та «Кабве Ворріорс», а також збірну Замбії. У 2006 році він був обраний КАФ до 200 найкращих африканських футболістів за останні 50 років.

## Клубна кар'єра
У дорослому футболі дебютував року виступами за команду «Роан Юнайтед». Своєю грою за цю команду привернув увагу представників тренерського штабу клубу «Кітве Юнайтед».
1971 року перейшов до клубу «Кабве Ворріорс», за який відіграв 12 сезонів. Граючи у складі «Кабве Ворріорс» також здебільшого виходив на поле в основному складі команди і виграв з клубом два чемпіонства і один Кубок Замбії. Після того, як 2012 року стало відомо, що Ліонель Мессі побив рекорд Герда Мюллера в 85 голів за рік, Футбольна асоціація Замбії заявила, що світовий рекорд фактично належить Годфрі Читалу, який забив 107 голів протягом сезону 1972 року.
У 1976 і 1978 роках «Дербі Каунті» намагався придбати футболіста, але тодішній президент Замбії Кеннет Каунда заборонив йому залишати країну. Він був першим гравцем, який двічі поспіль виграв звання Футболіста року в Замбії. Це відбулося в 1978 і 1979 роках До того він вигравав цей титул у 1968, 1970 і 1972 роках.
У 1981 році під час матчу проти «Сіті оф Лусака» (2:1) він зламав руку після невдалого приземлення після боротьби за м'яч у повітрі. Травма виключила його з гри до кінця сезону. Читалу повернувся на наступний сезон, але після його закінчення завершив свою кар'єру гравця.

## Виступи за збірні
29 червня 1968 року дебютував в офіційних матчах у складі національної збірної Замбії в товариському матчі проти Уганди в Лусаці, який Замбія виграла з рахунком 2:1. Свій перший гол він забив у грі проти тієї самої команди через п'ять днів, яка завершилась внічию 2:2.
Учасник Кубка африканських націй 1974 року в Єгипті, на якому він разом з командою став фіналістом турніру. Сам Читалу на турнірі зіграв два матчі і у грі з Єгиптом (1:3) забив гол. Згодом Годфрі зіграв і на Кубку африканських націй 1978 року, де зіграв дві гри, але цього разу замбійці не вийшли з групи.
Загалом протягом кар'єри у національній команді, яка тривала 13 років, провів у її формі 111 матчів, забивши 79 голів.
1980 року захищав кольори олімпійської збірної Замбії, з якою виступав на Олімпійських іграх 1980 року у Москві і забив обидва м'ячі своєї команди на турнірі — у ворота збірних СРСР і Венесуели.

## Кар'єра тренера
Розпочав тренерську кар'єру невдовзі по завершенні кар'єри гравця, 1984 року, очоливши тренерський штаб клубу «Кабве Ворріорс», де з перервою працював до 1993 року.
У 1993 році став головним тренером національної збірної Замбії, але 27 квітня того ж року загинув разом з усією командою в авіакатастрофі.

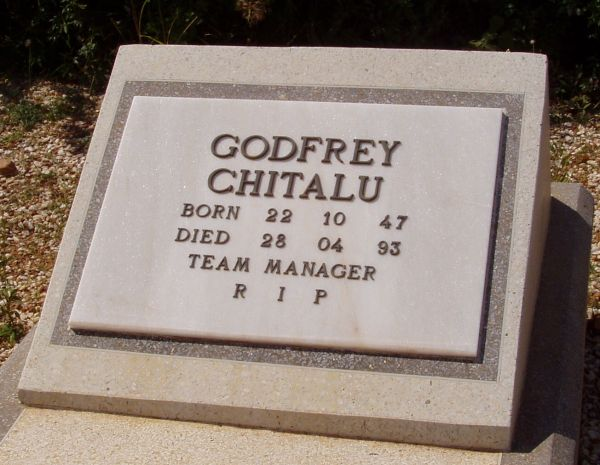
Могила Годфрі Читалу в Лусаці

## Титули і досягнення

### Як гравця
- Чемпіон Замбії: 1971, 1972
- Володар Кубка Замбії: 1972
- Срібний призер Кубка африканських націй: 1974

### Індивідуальні
- Футболіст року в Замбії (5 — рекорд): 1968 1970, 1972, 1978, 1979
- Найкращий бомбардир Замбійської ліги: 1968, 1971, 1972, 1974, 1977, 1980

## Особисте життя
Читалу був відомий під прізвиськом «Ucar», отриманим від коментатора Денніса Лівеве — так називалися батарейки, що вироблялися в Малаві на заводі Union Carbide..
У жовтні 1972 року він одружився з Крістін Чібале. З нею у Годфрі було семеро дітей.